# 尼扎蒙费拉托
尼扎蒙费拉托（義大利語：Nizza Monferrato），是意大利阿斯蒂省的一个市镇。总面积30.41平方公里，人口10502人，人口密度345.3人/平方公里（2009年）。ISTAT代码为005080。

## 友好城市
- 義大利鲁比科内河畔萨维纳诺 1995年